# Костолачко културно лето
Костолачко културно лето је тромесечна туристичка манифестација која обухвата богат и садржајан културно-уметнички и спортски програм, као и бројна дешавања широм Градске општине Kостолац. 
Захваљујући Центру за културу „Костолац” град Костолац је препознатљив по манифестацијама културе и спорта, које доприносе туристичкој промоцији нашег места. Костолачко културно лето одржава се од 2012. године у периоду од 20. јуна до 1. септембра.
Годинама уназад ова установа приређује велики број дешавања током лета, а нека од њих су: „Дани Дунава”, „Островаћки бећарац”, „Kостолачки котлић”, „Изложба олдтајмера”, „Фестивал спорта”, „Пливачки маратон”, „Игрице без граница”, „Фестивал рок музике”, Дечји фестивал „Kостолац пева”, „Трка тротинетима”, као и смотре фолклора. Заступљене су и пројекције филмова на отвореном, ликовне колоније, ликовне и друге радионице, изложбе слика, концерти на плажи, програми за децу и бројна спортска такмичења.
Током манифестације музичким, фолклорним, ликовним, књижевним, драмским и едукативним програмима, концертима, трибинама, фестивалима, радионицама, изложбама и свим другим облицима јавног деловања, Центар за културу „Kостолац“ настоји да анимира што већи број људи свих генерација стављајући у први план локалне културне производе, чинећи их брендом. 